# Furand
Der Furand ist ein Fluss in Frankreich, der in der Region Auvergne-Rhône-Alpes verläuft. Er entspringt im Gemeindegebiet von Saint Antoine l’Abbaye, fließt in S-Form, jedoch generell in südwestlicher Richtung durch das Département Isère und mündet nach rund 20  Kilometern bei Saint-Lattier als rechter Nebenfluss in die Isère. Auf seinem Unterlauf begleitet der Fluss die Autobahn A49.

## Orte am Fluss
(Reihenfolge in Fließrichtung)
- Dionay
- Saint-Antoine-l’Abbaye
- Saint-Bonnet-de-Chavagne
- Saint-Lattier